# James Philbrook
James Philbrook (22 de octubre de 1924-24 de octubre de 1982) fue un actor cinematográfico y televisivo de nacionalidad estadounidense, conocido por su trabajo en tres series de televisión entre 1959 y 1963: The Islanders, The Investigators y The New Loretta Young Show. También actuó en destacadas películas, encarnando a Bruce King en ¡Quiero vivir! (1958) y a Henri en Woman Obsessed, ambas interpretadas por Susan Hayward. Fue también el Coronel Tall en el film bélico de 1964 The Thin Red Line, con Jack Warden.

## Biografía

### Inicios
Nacido en Davenport, Iowa, su padre era Roland F. Philbrook, un clérigo. Cursó estudios en la Universidad St. Ambrose y en la Universidad de Iowa, completando finalmente formación como ingeniero eléctrico en el Instituto de Tecnología de Massachusetts en 1946.
Antes de dedicarse a la actuación, Philbrook trabajó en diferentes oficios, siendo minero, artista de rodeo, profesor de gimnasia, escritor y fotógrafo.
Durante la guerra de Corea, Philbrook sirvió cuatro años como especialista en electrónica de aviación para la Armada de los Estados Unidos, siendo destinado a África, las islas Aleutianas, China, Europa e India.

### Carrera
Philbrook actuó por vez primera ante las cámaras a los treinta y dos años de edad, en el programa de CBS Alfred Hitchcock presenta, en el episodio de 1957 "The West Warlock Time Capsule", con Henry Jones en el papel protagonista. Unos meses después actuó en "The Les Rand Story", episodio de la serie de la NBC de género wéstern Wagon Train, trabajando junto a Eduard Franz. Ese mismo año participó en el capítulo "Decoy", de otra serie western, Man Without a Gun, protagonizada por Rex Reason. En 1958 Philbrook fue artista invitado en dos series western de ABC y Warner Brothers, Maverick (protagonizada por James Garner y Diane Brewster, trabajando en el episodio "The Seventh Hand") y Sugarfoot, como Smokey en "A Wreath for Charity Lloyd". Además, fue Clem Harrison en el episodio de 1958 "Manhunt", de la serie de ABC Broken Arrow, que interpretaban John Lupton y Michael Ansara.
En 1958 Philbrook fue Charles Stewart en "Hit and Run", una de las entregas de la serie How to Marry a Millionaire, que protagonizaban Barbara Eden y Merry Anders. Al año siguiente fue Yancey Lewis en "Return to Friendly", capítulo del show western de CBS The Texan, que interpretaba Rory Calhoun. También fue Hank en "The Trap", dentro de la serie Rescue 8, de Jim Davis y Lang Jeffries. Otro de sus papeles fue el de Bender, que interpretó en 1959 en "Domestic Katy", entrega de la sitcom de CBS The Ann Sothern Show. Ese mismo año actuó con Sothern y Pat Carroll en la serie de antología de la CBS The DuPont Show with June Allyson. A finales de 1959 hizo la primera de dos actuaciones en Perry Mason, como el asesino Harry Jonson en "The Case of the Lame Canary". Años más tarde, en 1963, fue el político Harrison Burke en "The Case of the Velvet Claws."
El primer papel recurrente televisivo de Philbrook fue el de Zack Malloy en The Islanders, serie en la cual actuaba junto a William Reynolds. Tras The Islanders, Philbrook fue Steve Banks en los trece episodios de la serie The Investigators, actuando junto a James Franciscus, Mary Murphy y Alan Austin.
Philbrook actuó cinco veces, con diferentes papeles, entre 1958 y 1961 en la serie de la NBC The Loretta Young Show. Entre ellos se incluyen el de Mike Roberts en "A Visit to Sao Paulo" y el de Wainwright Tyler en "Doesn't Everybody?". En 1962 trabajó en The New Loretta Young Show, actuando junto a Loretta Young, Dack Rambo, Dirk Rambo, Beverly Washburn y Sandy Descher.
Otros personajes interpretados por Philbrook fueron Jim Costain en 1961 en el segmento "Triple C", perteneciente a la serie de antología The Barbara Stanwyck Show, y McWhorter en el capítulo de 1962 "Inger, My Love", dentro de la serie Bonanza. En 1965 actuó en dos filmes, siendo Adam Hyde en Finger on the Trigger y James "Ace" Ketchum en Son of a Gunfighter.
Otras película de Philbrook fueron The Wild Westerners (1962) y el spaghetti western Dos mil dólares por Coyote (1966).
El último papel de Philbrook en lengua inglesa fue el de Dr. Keller en el episodio emitido en 1966 "The Blind Man's Bluff Raid", perteneciente a la serie de la ABC The Rat Patrol, que protagonizaba Christopher George. Sus últimos trabajos cinematográficos fueron una docena de westerns extranjeros, rodados principalmente en 1969, aunque dos se estrenaron en 1975.

### Vida personal
Philbrook estuvo casado con Frances Cassling, con la que tuvo cuatro hijos.
Falleció en Los Ángeles, California, en 1982.

## Filmografía (selección)
- 1958 : From Hell to Texas
- 1958 : In Love and War
- 1958 : ¡Quiero vivir!
- 1959 : El hombre de las pistolas de oro
- 1959 : Woman Obsessed
- 1962 : The Wild Westerners
- 1964 : The Thin Red Line
- 1965 : Finger on the Trigger
- 1965 : Son of a Gunfighter
- 1966 : El sonido de la muerte
- 1966 : Tabu
- 1966 : El arte de casarse
- 1966 : Dos mil dólares por Coyote
- 1967 : Los 7 de Pancho Villa
- 1968 : Fedra West
- 1969 : La muchacha del Nilo
- 1970 : El último día de la guerra
- 1975 : El asesino no está solo
- 1975 : Si quieres vivir… dispara